# بظرية
بَظْرِيَّة سميت كذلك لأن زهرها يشبه البظر (الاسم العلمي Clitoria). جنس نباتات برية وتزيينية، حولية ومعمرة من فصيلة البقولية.

## معرض صور

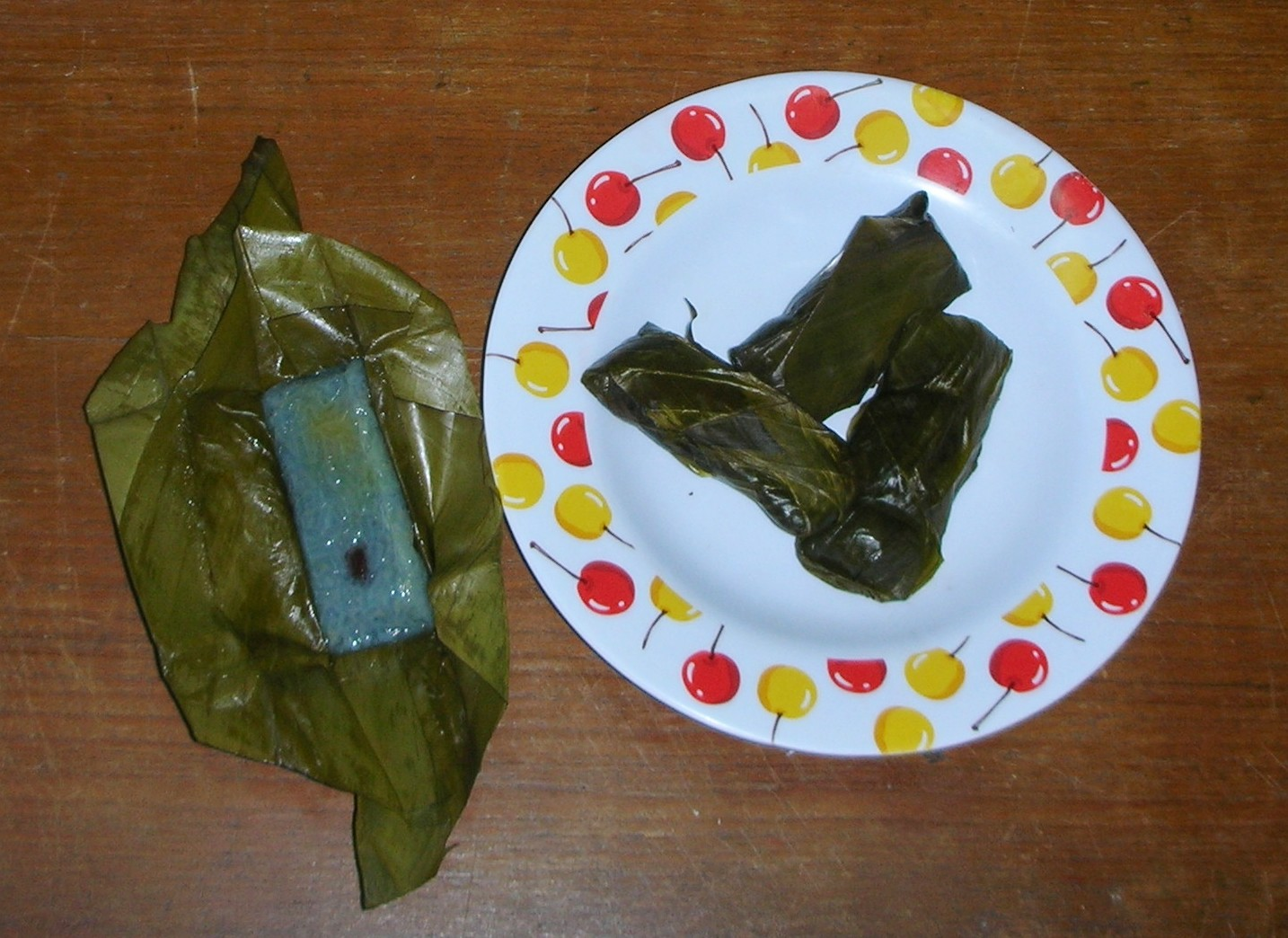
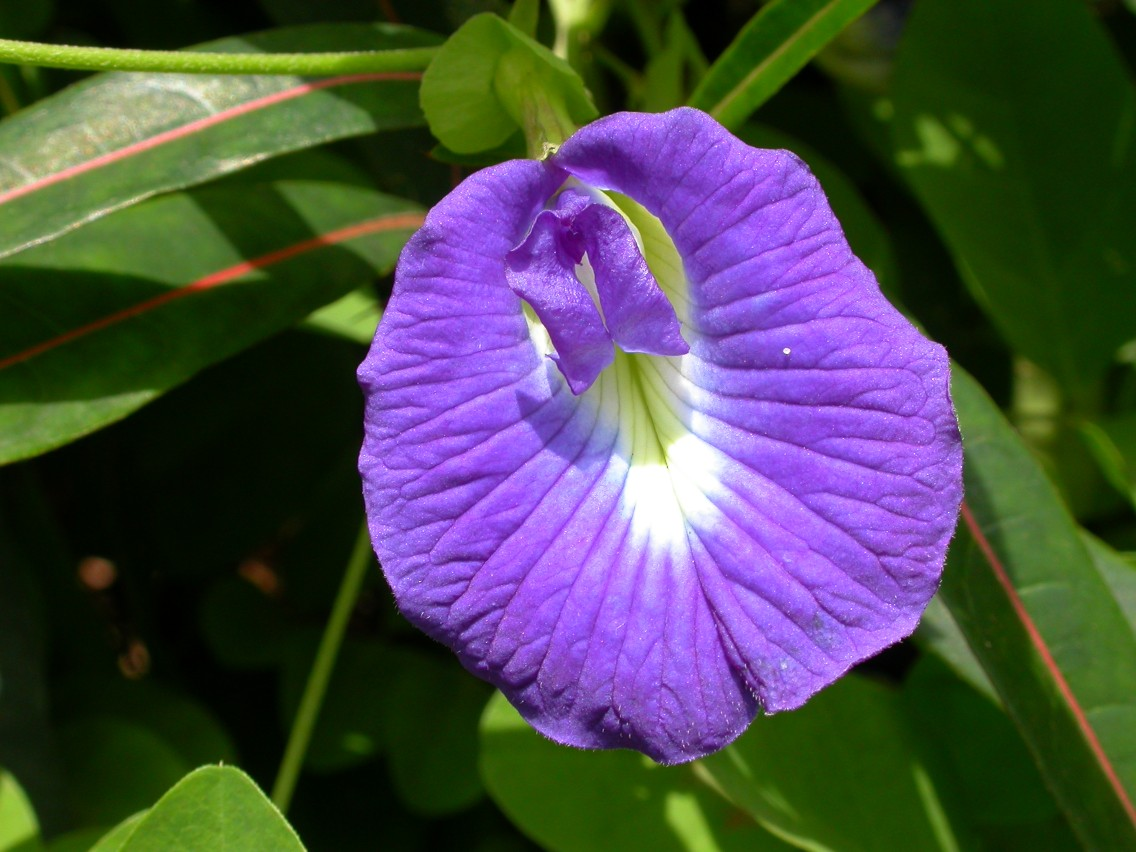
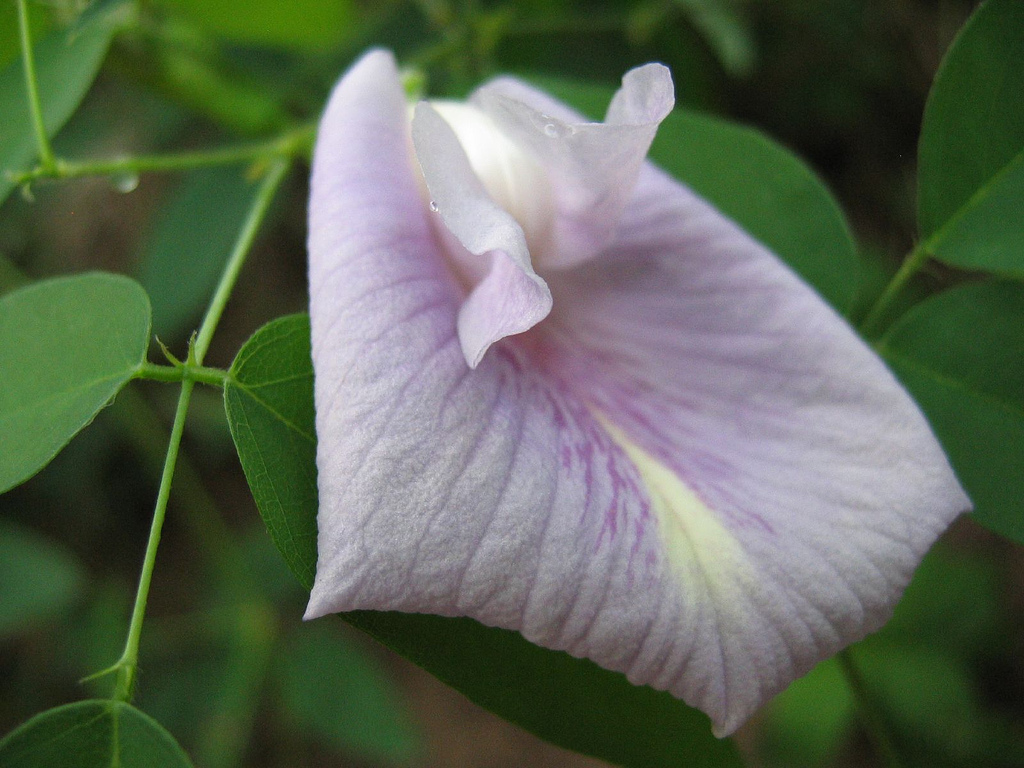
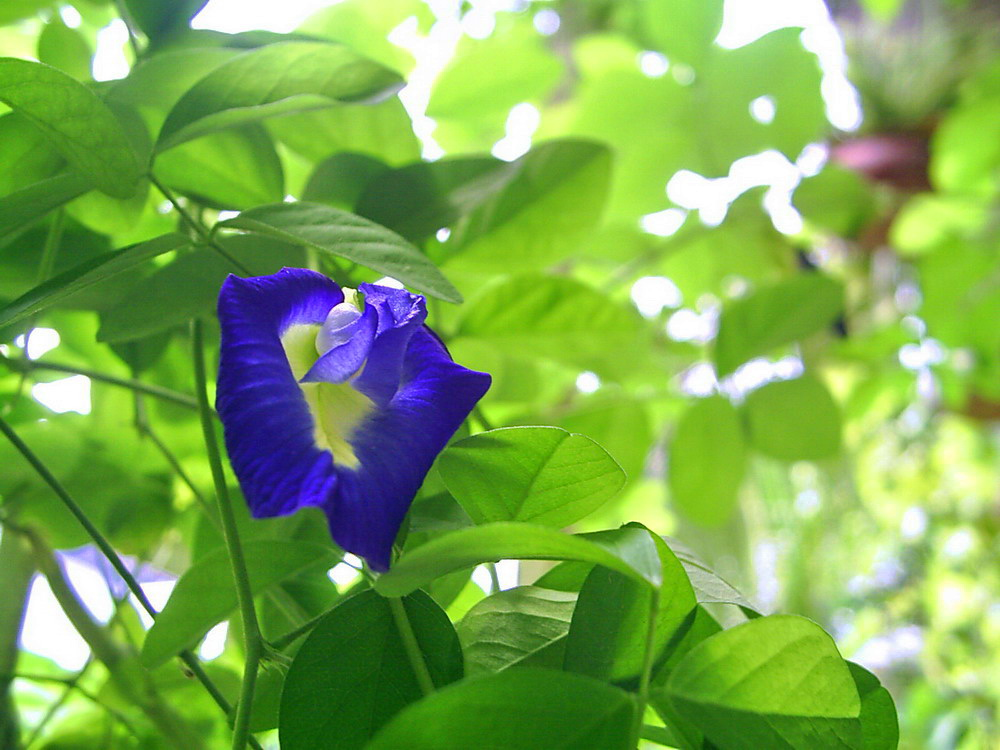
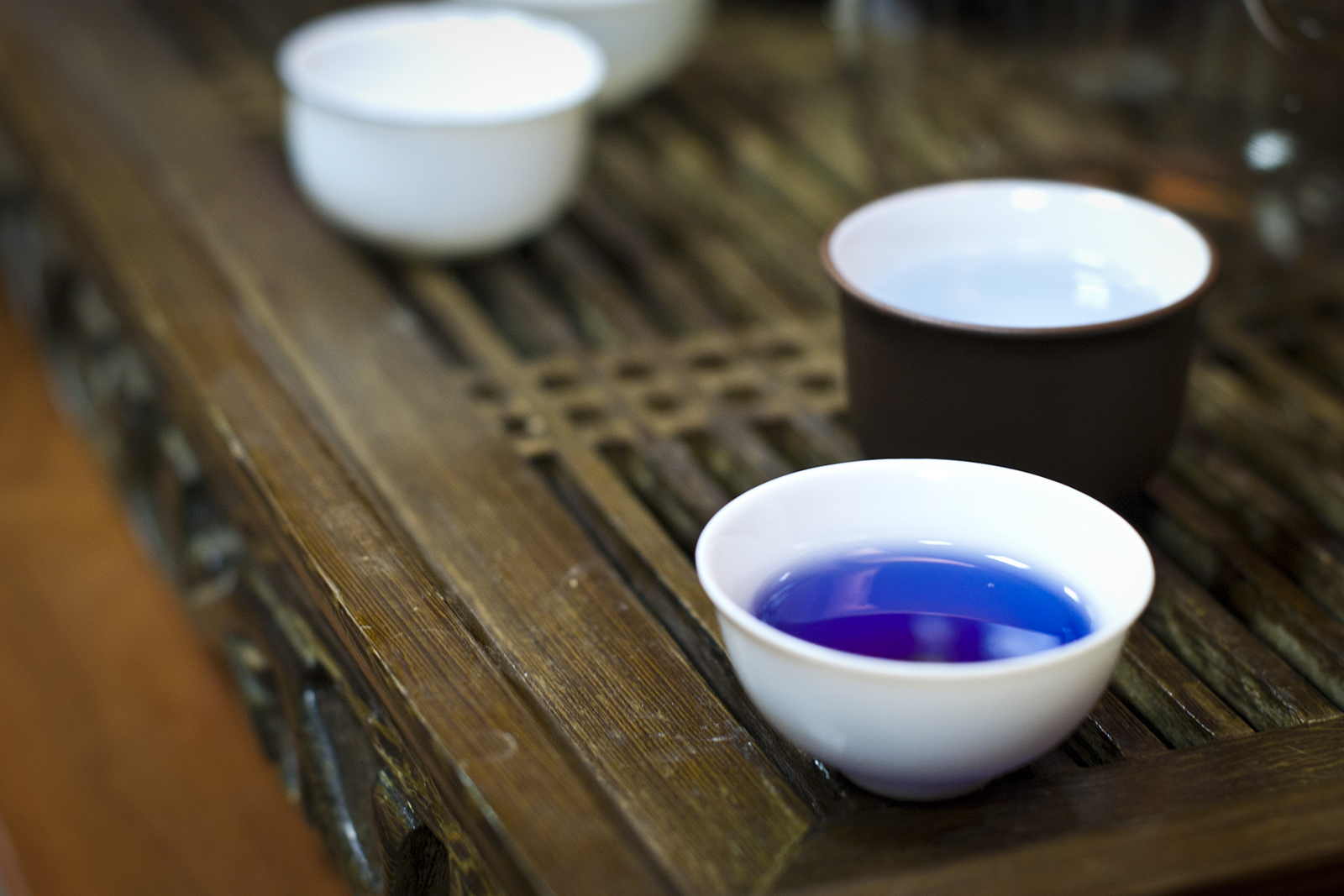